# 大河ドラマが生まれた日
『大河ドラマが生まれた日』（たいがドラマがうまれたひ）は、NHK総合テレビジョンで2023年2月4日に放送されたテレビドラマ。主演は生田斗真。
2023年に日本でのテレビ放送70周年、大河ドラマ60周年を迎えることを記念した、若きテレビマンたちによる大河ドラマ誕生の様子を描く奮闘記。NHK知財センターが初めて手掛けたテレビドラマである。

## あらすじ
1962年、若手のAD山岡はある日、プロデューサーの楠田から強引に誘われる形で局長成島の元を訪れ彼から「あらゆる娯楽を詰め込んだ日本一の大型時代劇を作れ」と命じられる。
題材は新聞小説として連載されていた『花の生涯』に決まり出演者選びでは五社協定に加えて映画業界のテレビを見下す風潮に阻まれながらも主演に尾上松緑、ヒロインに淡島千景、さらには佐田啓二と続々に大物が集まり収録が始まった。
ドラマは放送直後から話題と好評を集めて人気作となったが、現場では撮影スケジュールの管理、尾上の降板危機などの様々な問題にぶつかる事になる。幾多の困難をスタッフ達の知恵と努力で乗り越え、撮影は物語終盤の山場である桜田門外ノ変へと差し掛かる。スタジオでは限界、城のセットを組むには予算が足りないなどの意見から協議した結果、山岡が提案した太秦の東映城を貸してもらう案を採用し、山岡の熱心な交渉の末に借りる事に成功、無事に物語を完成させた。

## 登場人物

### 主要人物
山岡進平
演 - 生田斗真
NHK芸能局の若手アシスタントディレクター。元々は映画業界に入ろうとしていたが失敗した過去を持ち生放送のドラマに対して鬱屈とした感情を抱いている。楠田に巻き込まれる形で局長から命じられた大型時代劇の製作に参加する。当初は消極的な姿勢を見せていたが、撮影が進むに連れ情熱を持つようになり、終盤では映画業界への未練を断ち切る意味も込めて東映城を借りる交渉役を買って出た。
1960年に入局し、テレビ文芸部で『花の生涯』演出助手を務めた大原誠をベースとする狂言回し的なキャラクター。「桜田門外の変」のシーン撮影で東映京都撮影所との交渉役を担当した件など、大原のエピソードが多く使われているが、合川明や井上博のエピソードも使われている。

### NHK
楠田欽治
演 - 阿部サダヲ
NHK芸能局プロデューサー。山岡の直属の上司。
モデルは演出部出身で、1952年のテレビ準備室時代からテレビドラマを担当していた合川明。作中でも尾上松緑、淡島千景の出演交渉に関わったことが言及されているが、佐田啓二宅へ日参したエピソードは山岡へ振り分けられている。
大江育間
演 - 矢本悠馬
芸能局のアシスタントディレクター。山岡の後輩。
本山靖道
演 - 松尾諭
NHK芸能局のチーフディレクター。『花の生涯』の演出を担当。山岡の先輩。
モデルは脚本部出身の井上博。
成島庭一郎
演 - 中井貴一
NHK芸能局長。「映画に負けない新しい連続大型時代劇を作れ」と大号令を発する。
モデルは1961年に社会部からの異動で芸能局長に就任した長沢泰治。
田沢富緒
演 - 林泰文
セットデザイナー。舞台劇出身。モデルは宝塚歌劇団出身の富樫直人。
役名不詳
演 - 池田良、渋谷謙人

### 天福荘
渕上明恵
演 - 松本穂香
山岡の下宿先の娘。
渕上憲明
演 - 伊東四朗
山岡の下宿先の主人。「天福荘」の名は演者の伊東（てんぷくトリオ）に由来する。

### 『花の生涯』出演者
佐田啓二
演 - 中村七之助
戦後の大スター。松竹の看板俳優。
大河ドラマ第1作『花の生涯』では、副主人公の長野主膳を演じる（クレジット順はトメ）。 クランクアップ後、引き続き、大型現代劇『虹の設計』の主演が示唆される。
淡島千景
演 - ともさかりえ
宝塚歌劇団出身で映画界の大スター。大河ドラマ第1作『花の生涯』のヒロイン・村山たかを演じる。

### 京都・太秦
六車宗夫
演 - 三宅弘城
京都太秦の映画撮影所の次長。
京都撮影所 所長
演 - 久保酎吉
京都太秦の映画撮影所の所長。
モデルは1960年に京都太秦の映画撮影所の所長に就任した岡田茂。
映画の大道具さん
演 - 荒谷清水

### おでん屋
吉種
演 - イッセー尾形
NHK近くの屋台の主人。

### 周辺人物
楠田美登理
演 - 倉科カナ
楠田の妻。
山岡光雄
演 - 永島敏行
山岡の父親。
中井益子
演 - 仁村紗和
佐田啓二の妻。
中井貴恵
演 - 木村日鞠
佐田啓二の娘。

### その他
ドラマ女優、ドラマ男優
演 - 中田クルミ、菟田高城
劇中の生放送ドラマの俳優。
青果店の女将
演 - 米倉紀之子
電器店の店主
演 - おおたけこういち
映画会社役員
演 - 野添義弘
役名不詳
演 - 中田春介、三谷昌登、鳥谷宏之、田村智浩、猪爪尚紀、小田直哉、大政凛、西森駿、藏内秀樹、小杉幸彦、佐野陽一、土居志央梨

## スタッフ
- 脚本 - 金子茂樹
- 演出 - 一色隆司（NHKエンタープライズ）
- 音楽 - 金子隆博
- 時代考証 - 天野隆子
- 殺陣指導 - 加藤学
- 所作指導 - 藤間貴雅
- 制作統括 - 佐野元彦（NHKエンタープライズ）、千野博彦（NHKメディア総局知財センター）